# فرانكو فالي
فرانكو فالي (بالإيطالية: Franco Valle)‏ كان ملاكم محترف إيطالي. سبق أن شارك في دورة الألعاب الأولمبية الصيفية سنة 1964 وحقق الميدالية البرونزية فيها.

## إحصائيات
خاض خلال مسيرته 6 نزالا، فاز في 3 ولم يتعادل وخسر في 3. فاز بالضربة القاضية في 2 نزالا.

## الميداليات
| الميدالية | المسابقة                       |
| --------- | ------------------------------ |
| برونزية   | الألعاب الأولمبية الصيفية 1964 |

## روابط خارجية
- فرانكو فالي على موقع بوكس ريك (الإنجليزية) (registration required)
- فرانكو فالي على موقع أوليمبيديا (الإنجليزية)
- فرانكو فالي على موقع اللجنة الأولمبية الإيطالية (الإيطالية)